# Rostraria pumila
Rostraria pumila é uma espécie de planta com flor pertencente à família Poaceae. 
A autoridade científica da espécie é (Desf.) Tzvelev, tendo sido publicada em Novosti Sistematiki Vysshchikh Rastenii 7: 48. 1970. (1971).

## Portugal
Trata-se de uma espécie presente no território português, nomeadamente no Arquipélago da Madeira.
Em termos de naturalidade é nativa da região atrás indicada.

## Protecção
Não se encontra protegida por legislação portuguesa ou da Comunidade Europeia.